# Бартеньевка (Севастополь)
Барте́ньевка — упразднённый посёлок Севастопольского горсовета, сейчас — местность (район) в Севастополе на Северной стороне (Нахимовский район). Бартеньевка занимает территорию от улицы Челюскинцев до Братского кладбища (в прошлом территория вдоль дороги от причалов «Северная сторона» — Любимовка в двух км севернее Севастопольской бухты).

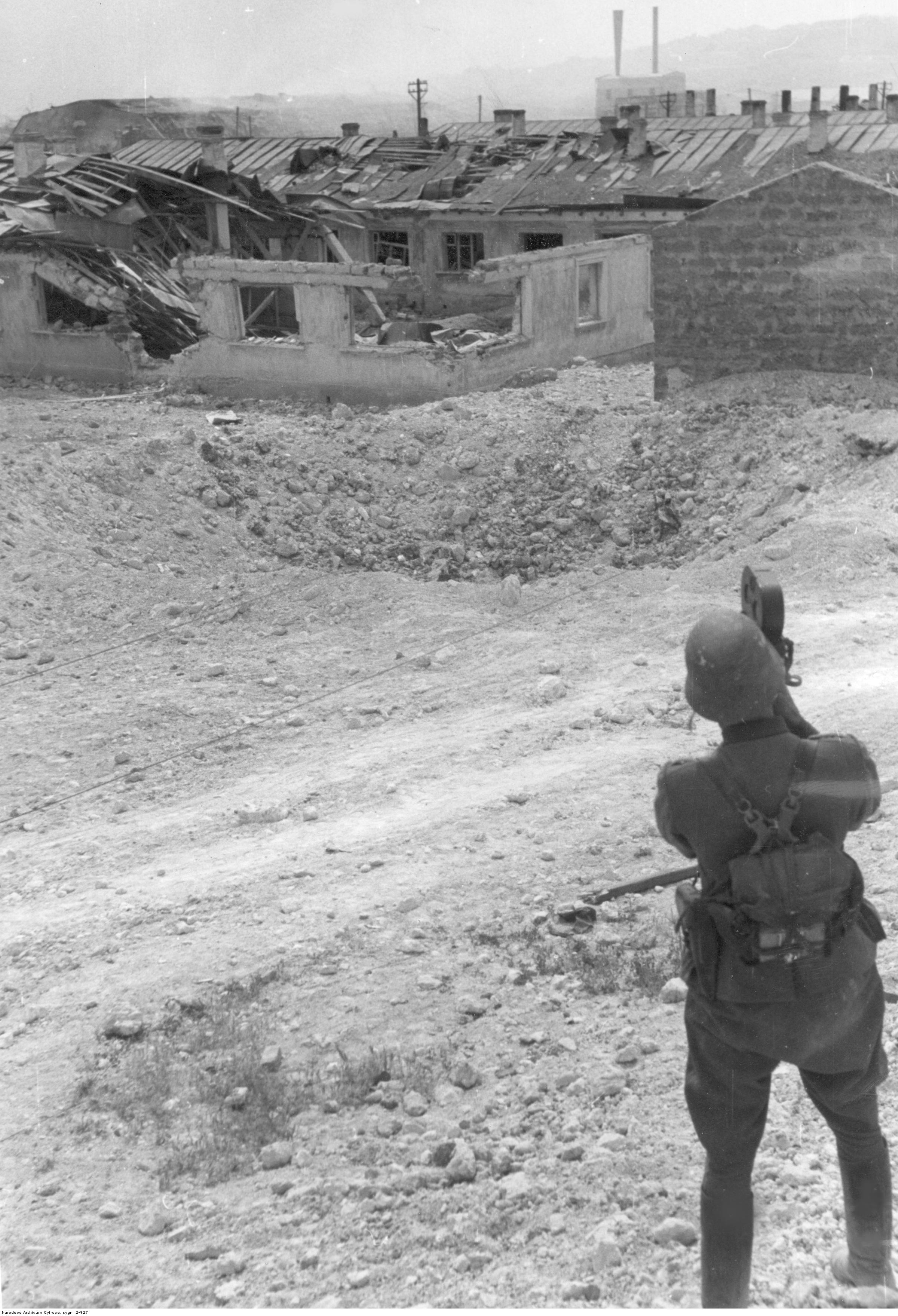
Немецкий кинооператор снимает разрушения Бартеньевки, июнь 1942

Посёлок Бартеньевка (другие названия местности — Базаржик, Базарное, Будёновка, слобода Северная) возник в концее XIX века — на трёхверстовой карте 1865—1876 года селение ещё не обозначено, а на верстовой карте 1886 года в Бартеньевке уже числилось 93 двора с русским населением. Название посёлка происходит от фамилии контр-адмирала Ф. Д. Бартенева, командира Северного укрепления во время обороны Севастополя.
Согласно Списку населённых пунктов Крымской АССР по Всесоюзной переписи 17 декабря 1926 года, в селе Бартеньевка (она же Будённовка), центре Бартеньевского сельсовета Севастопольского района, имелось 243 двора, из них 92 крестьянских, население составляло 846 человек (424 мужчины и 422 женщины). В национальном отношении учтено: 8096 русских, 20 украинцев, 6 белорусов, 1 грек, 4 эстонца, 2 латыша, 7 записаны в графе «прочие», действовала русская школа. 15 сентября 1930 года, постановлением Крымского ЦИК, было проведено новое районирование и создан Балаклавский татарский национальный район , куда вошла и Бартеньевка. 30 октября 1930 года, постановлением ВЦИК, село присоединили к Севастополю, хотя в документах поселковый совет фигурирует до 1939 года.
Современная застройка Бартеньевки представляет собой, в основном, частный сектор и, в меньшей степени, здания советской послевоенной постройки. Единичны многоэтажки постройки 70-х годов. Основные улицы — Казарского, Чехова, Потёмкинцев.